# Sol menor
Sol menor (també Solm en la notació europea, i Gm en la notació americana) és la tonalitat que té l'escala menor natural a partir de la nota sol; així està constituïda per les notes sol, la, si♭, do, re, mi♭ i fa. La seva armadura conté dos bemolls, el si i el mi bemoll. El seu relatiu major és la tonalitat de si♭ major, i la tonalitat paral·lela és sol major.
Sol menor és una de les dues tonalitats amb bemolls que té la sensible amb sostingut; l'altre és re menor. De fet, l'escala natural és similar a la de si bemoll major amb l'única diferència que la de sol menor està en el mode eòlic.
Mozart considerava sol menor com la tonalitat més adequada per expressar la tristor i la tragèdia, i moltes de les seves obres en tonalitats menors estan en sol menor, com Quartet per a piano núm. 1 i el Quintet de corda núm. 4.
Tot i que Mozart usava les tonalitats menors en les seves simfonies, com a tonalitat principal menor, tan sols hi ha dues simfonies, ambdues en sol menor: la núm. 25, i la famosa núm. 40. En el classicisme, les simfonies en sol menor gairebé sempre utilitzaven quatre trompes, dues en sol i dues en si bemoll. Quan Veracini va escriure sis obertures per al príncep de Dresden, l'única que va escriure en to menor va ser la núm. 5, i estava en sol menor.

## Obres demúsica clàssica
- Gran fantasia i fuga en sol menor, BWV 542 - Bach
- Simfonia núm. 83 "La gallina" - Haydn
- Simfonia núm. 40 - Mozart
- Balada núm. 1 en sol menor - Chopin
- Polonesa en sol menor - Chopin
- Concert per a piano núm. 2 - Saint-Saëns
- Dansa eslava núm. 8 en sol menor - Dvořák
- Siciliana, Op. 78 - Fauré
- Preludi en sol menor - Rakhmàninov
- Sonata per a violoncel en sol menor - Rakhmàninov
- Una bona part del Rèquiem, i en concret el "Dies Irae".
- Concert núm. 2 en sol menor, Op. 8, RV 315, "L'estiu" de Les quatre estacions - Antonio Vivaldi
- Adagio en sol menor - "Adagio d'Albinoni", atribuït a Remo Giazotto
- Concert per a violí núm. 1 en sol menor, Op. 26 - Max Bruch
- Concert de Nadal - Arcangelo Corelli

## Obres demúsica popular
- Shine On You Crazy Diamond - Pink Floyd
- Money for Nothing - Dire Straits
- What I've Done - Linkin Park
- Ya Lil (Al Anisa Farah) - Ramage